# Гинцберг, Леви
Леви (Луи) Гинцберг (1873, Ковно, Ковенская губерния, Российская империя — 1953, Нью-Йорк, США) — американский раввин российского происхождения, комментатор Талмуда (талмудист), в 1900—1903 годы редактор раввинского отдела американской 12-томной «Еврейской энциклопедии» (Jewish Encyclopedia; изд. 1901—1906). Ныне признан как американский исследователь раннераввинистической литературы и видный деятель консервативного иудаизма.

## Биография и деятельность
Леви Гинцберг родился в Ковне (ныне Каунас) в 1873 году, учился в Тельшах и Ковне под руководством Блазера; общее образование получил во франкфуртской-на-майне гимназии и Берлинском, Страсбургском и Гейдельбергском университетах.
В 1899 году перебрался в США. В 1900—1903 годы состоял редактором раввинского отдела в Jewish Encyclopedia, а затем занял кафедру Талмуда в нью-йоркской еврейской богословской семинарии, где преподавал до самой смерти.

## Труды
- «Die Haggada bei den Kirchenvätern» (т. I, Амстердам, 1898; т. II, Берлин, 1900)
- «Het Zionisme» (Амстердам, 1899) и другие[2].